# Сорово (муніципальне утворення «Селянське»)
Сорово (рос. Сорово) — селище в Вілегодському районі Архангельської області Російської Федерації.
Населення становить 617 осіб. Входить до складу муніципального утворення Вілегодський муніципальний округ.

## Історія
До 2020 року входихо до складу муніципального утворення Селянське муніципальне утворення.

## Населення
| 2002 | 2010 | 2012 |
| ---- | ---- | ---- |
| 677  | ↘561 | ↗617 |